# Ekonomske regije Rusije
Rusija je razdeljena na 11 ekonomskih regij (tudi ekonomski rajon; rusko экономический район (ЭР)). Kalinigrajsko oblast uvrščajo v 12. ekonomsko regijo, Kaliningrajsko, in ne več v Severozahodno. Regije imajo nekaj skupnih značilnosti:
- skupne ekonomske in družbene cilje in sodelovanje v razvojnih programih,
- relativno podobne ekonomske pogoje in potencial,
- podobne vremenske, ekološke in geološke pogoje,
- podobne metode tehniških pregledov novih gradenj,
- podobne metode vodenja carinskega nadzora,
- podobne življenjske pogoje prebivalstva v skupnem.

Ena zvezna upravna enota je lahko le v eni ekonomski regiji.